# Alchemilla brummittii
Alchemilla brummittii är en rosväxtart som beskrevs av K.M. Purohit och G. Panigrahi. Alchemilla brummittii ingår i släktet daggkåpor, och familjen rosväxter. Inga underarter finns listade i Catalogue of Life.